# Melitón Albáñez Domínguez
Melitón Albáñez Domínguez är en ort i Mexiko.   Den ligger i kommunen La Paz och delstaten Baja California Sur, i den västra delen av landet, 1 300 km väster om huvudstaden Mexico City. Melitón Albáñez Domínguez ligger 35 meter över havet och antalet invånare är 1 588.
Terrängen runt Melitón Albáñez Domínguez är platt. Havet är nära Melitón Albáñez Domínguez åt sydväst. Runt Melitón Albáñez Domínguez är det glesbefolkat, med 20 invånare per kvadratkilometer. Melitón Albáñez Domínguez är det största samhället i trakten. Omgivningarna runt Melitón Albáñez Domínguez är i huvudsak ett öppet busklandskap.